# Mike Libanon
Mike Libanon (Paramaribo, 7 mei 1963) is een Nederlandse acteur.
Sinds 1992 is Libanon actief als acteur en speelt voornamelijk rollen in Nederlandse series. In het jaar 1992 speelde Libanon in de serie Bureau Kruislaan waar hij de rol van 'Blijmoer' speelde. Vanaf het jaar 1998 kreeg Libanon een wat grotere rol in de serie Combat waar hij 13 afleveringen de rol van Wessel Hendrikx vertolkte. In 1999 tot het jaar 2006 was hij ook 50 afleveringen te zien in de serie Spangen waardoor hij een hoofdrol in de rol van Thomas Samuels en kreeg in de serie Sara ook een hoofdrol waar hij 20 afleveringen was te zien als Jakob Robberecht. De acteur was ook te zien in de serie Bloedverwanten en in de serie Fashion Planet. Toen in 2014 bekend werd gemaakt dat er een tweede seizoen kwam van Celblok H, kreeg Libanon ook een kleine bijrol waar hij in vier afleveringen te zien is als 'Steve Landveld'.
In de nieuwste serie vanaf 2020 van Van der Valk speelt hij Cliff Palache.
In 2024 was hij deelnemer in de televisiequiz Weet ik veel.